# أولنلر
أولنلر هي قرية في مقاطعة ماكو، إيران. يقدر عدد سكانها بـ 205 نسمة بحسب إحصاء 2016.